# Chemistro
 (novembre 2007).
Si vous disposez d'ouvrages ou d'articles de référence ou si vous connaissez des sites web de qualité traitant du thème abordé ici, merci de compléter l'article en donnant les références utiles à sa vérifiabilité et en les liant à la section « Notes et références ».
Chemistro est un super-vilain créé par Marvel Comics, apparu pour la première fois dans Luke Cage, Hero for Hire #12, en 1973 (sous le nom de Curtis Carr).
Il y eut en fait trois personnes ayant porter l'identité de Chemistro. Le premier, et actuel Chemistro est Curtis Carr, ennemi récurrent de Luke Cage, le Power Man des années 1970.

## Origine

### Le premier Chemistro
Originaire de Kansas City, Curtis Carr était un chimiste travaillant pour une firme industrielle. Il créa un pistolet alchimique, capable de transmuter la matière. Quand il présenta son invention au directeur de la compagnie, ce dernier tenta de récupérer l'objet, clamant qu'il avait été construit avec l'argent, et le temps de travail de Mainstream Motors. Carr fut licencié et il inventa l'identité de Chemistro pour se venger de son employeur.
Lors d'un combat avec Luke Cage, il tira sur son propre pied, le transformant en acier. Le pied tomba ensuite en poussière, le laissant mutilé et handicapé. Il fut livré à la police et emprisonné.

### Un nom volé
Son compagnon de cellule, Arch Morton, le tortura et le força à révéler ses secrets. À sa sortie de prison, Morton s'empara du pistolet, mais quand il voulut l'utiliser, il explosa dans sa main, lui donnant le pouvoir de transmuter les substances par simple contact. Il fut finalement arrêté, grâce à Carr.

### Dans le sang
Le jeune frère de Curtis, Calvin Carr, prit le nom de Chemistro et se lança dans le crime, mais sa carrière connut un échec. Principalement du fait qu'il fut livré à Iron Fist par Curtis qui voyait d'un mauvais œil la pente sur laquelle se dirigeait son  frère cadet.

### Rédemption
Plus tard, Curtis fut embauché en tant que directeur en R&D dans une usine, Stark Prosthetics, à Denver. Grâce aux ressources mises à sa disposition, il fabriqua une prothèse pour son pied. Durant les Actes de Vengeance, l'usine fut saccagée par le Démolisseur, sur ordre de Wilson Fisk. Curtis protégea les intérêts de Stark.
Il a utilisé à plusieurs reprises une combinaison spéciale, sous le nom de High-Tech.

### La reprise du nom
Sorti de prison, Calvin reprit le nom de Chemistro et s'allia avec The Hood en lui offrant des informations sur le Hibou, son rival au titre de roi de la pègre. C'est Chemistro qui suggéra à son patron d'utiliser le cyborg Deathlok pour piller une réserve d'or fédérale. Il combattit les Nouveaux Vengeurs mais fut facilement battu par le Docteur Strange.
Fidèle à The Hood, il le suivit quand ce dernier voulut aider les super-héros à repousser l'Invasion Skrull.
Chemistro (dirigé par Jonas Harrow) réussit à tendre un piège aux Nouveaux Vengeurs, dirigés par Bucky Barnes, et aux Dark Avengers de Norman Osborn.
Plus tard, il fit partie de la force armée destinée à envahir Asgard. Mais les Vengeurs emportèrent le combat, et il fut incarcéré.

## Pouvoirs
- Curtis utilisait un pistolet capable de transmuter la matière. L'arme est liée cybernétiquement à Chemistro, lui permettant de changer une matière en une autre, par simple pensée (le bois en verre, une pierre en or, etc.) Généralement, la matière transformée perd sa solidité et sa forme au bout de quelque temps, ou en cas de forte chaleur. La matière tombe alors en poussière. Calvin est désormais unijambiste. C'est un ingénieur-chimiste de profession, particulièrement talentueux.
- Altéré par les effets alchimiques du pistolet, Archie Morton pouvait transformer la matière par simple contact. On ignore si les effets perdurent encore. C'était en tout cas un bon combattant.
- Calvin Carr, le Chemistro actuel, utilise une version améliorée du pistolet, sous la forme de blasters accrochés à ses poignets, grâce au talent du Sorcier. C'est un homme très athlétique, qui sait lutter au corps à corps.

## Apparitions dans d'autres médias
Sauf indication contraire, les informations mentionnées dans cette section peuvent être confirmées par la base de données cinématographiques IMDb,  présente dans la section « Liens externes ».

### Télévision
- 2010 : Avengers : L'Équipe des super-héros (série d'animation)